# Орловка (Ішимський район)
Орло́вка (рос. Орловка) — присілок у складі Ішимського району Тюменської області, Росія.
Населення — 168 осіб (2010, 205 у 2002).
Національний склад станом на 2002 рік:
- росіяни — 98 %